# Épilogue ou Les Visions merveilleuses du Dr. Tribulat Bonhomet
Épilogue ou Les Visions merveilleuses du Dr. Tribulat Bonhomet est un conte d'Auguste de Villiers de L'Isle-Adam qui parut pour la première fois dans Gil Blas le 11 avril 1887.

## Éditions
- 1887 -  Gil Blas quotidien, édition du 11 avril 1887, à Paris.
- 1887 - In Tribulat Bonhomet, Tresse et Stock à Paris.